# Comitato Nazionale Ucraino

Emblema

Il Comitato Nazionale Ucraino (in ucraino: Український Національний Комітет) è stato una struttura politica ucraina avente la forma di governo ucraino in esilio, creata il 17 marzo 1945 a Weimar da esuli ucraini in fuga dall'avanzata dell'Armata Rossa con l'intenzione di togliere le unità militari ucraine filo-nazionalsocialiste dal comando tedesco.
Dopo una serie di negoziati, le autorità del Terzo Reich riconobbero ufficialmente il comitato come unica rappresentanza della nazione Ucraina indipendente, con diritti di extraterritorialità e il diritto di comando dell'Esercito Nazionale Ucraino sotto la bandiera e i simboli nazionali ucraini.